# خدا در ادیان ابراهیمی
یهودیت، مسیحیت و اسلام به‌طور کلی به عنوان سه «دین ابراهیمی» شناخته می‌شوند؛ زیرا همگی این سنت را قبول دارند که خدا (الله یا یهوه) خود را به ابراهیم نشان داده‌است.
آداب و رسوم دینی تمام دین‌های ابراهیمی تا حدی تحت تأثیر خصوصیت‌های خدای اسرائیل در کتاب مقدس عبری است، و به طریقی تحت تأثیر رشد یکتاپرستی در تاریخ یهودیت بوده‌است.
خدای ابراهیمی، در این معنا، به برخی از تصورات از خدا گفته می‌شود که در این سه سنت مشترکند. در یهودیت، مسیحیت و اسلام، خدا وجودی ابدی، قادر مطلق، عالم مطلق و آفریدگار جهان است. همچنین خدا برخی ویژگی‌هایی چون تقدس، عدل، خیر اعلی و در همه‌جا حاضر بودن دارد.
به عنوان آفریدگار، طرفداران پیروان ادیان ابراهیمی معتقدند که این خدا ماورای فضا و خارج از زمان است و در نتیجه در معرض آفریده‌هایش نیست، ولی در عین حال، شخصی و درگیر امور دنیا است؛ مثلاً به دعاها گوش می‌کند و نسبت به اقدامات آفریده‌هایش واکنش نشان می‌دهد.